# 더스트 (2001년 영화)
더스트(Dust)는 이탈리아에서 제작된 밀코 만체프스키 감독의 2001년 드라마, 서부 영화이다. 에드리안 레스터 등이 주연으로 출연하였고 크리스 오티 등이 제작에 참여하였다.

## 출연

### 주연
- 에드리안 레스터
- 조셉 파인즈

### 조연
- 데이비드 웬햄
- 안느 브로쉐
- 베라 파미가

## 제작진
- Line PD: 프랭크 드라군
- Line PD: 케밴 반 톰슨
- 의상: 앤 크랩트리
- 영화사: 고한나
- 배역: 레오 데이비스
- 배역: 아네타 레스니코브스카
- 배역: 아만다 맥키 존슨